# Aranzazu (ort)
Aranzazu är en ort i Colombia.   Den ligger i departementet Caldas, i den centrala delen av landet, 170 km väster om huvudstaden Bogotá. Aranzazu ligger 1 900 meter över havet och antalet invånare är 9 327.
Terrängen runt Aranzazu är kuperad västerut, men österut är den bergig. Terrängen runt Aranzazu sluttar västerut. Runt Aranzazu är det ganska tätbefolkat, med 120 invånare per kvadratkilometer. Närmaste större samhälle är Salamina, 15,1 km norr om Aranzazu. Omgivningarna runt Aranzazu är en mosaik av jordbruksmark och naturlig växtlighet.